# Range Rover
Range Rover – samochód osobowy typu SUV klasy średniej, a następnie klasy wyższej i klasy aut luksusowych produkowany pod brytyjską marką Land Rover od 1970 roku. Od 2022 roku produkowana jest piąta generacja pojazdu.

## Pierwsza generacja

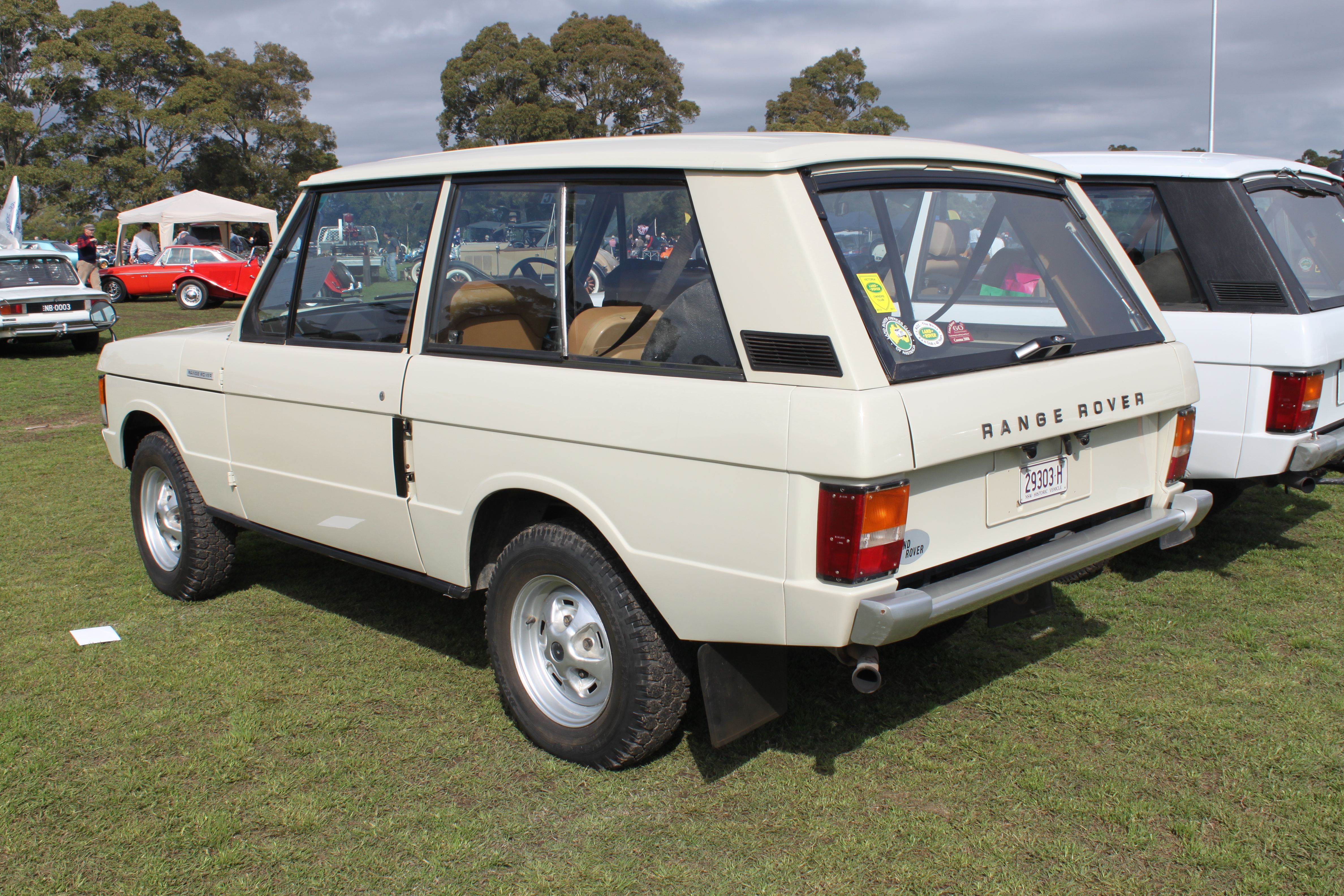
Range Rover I - tył

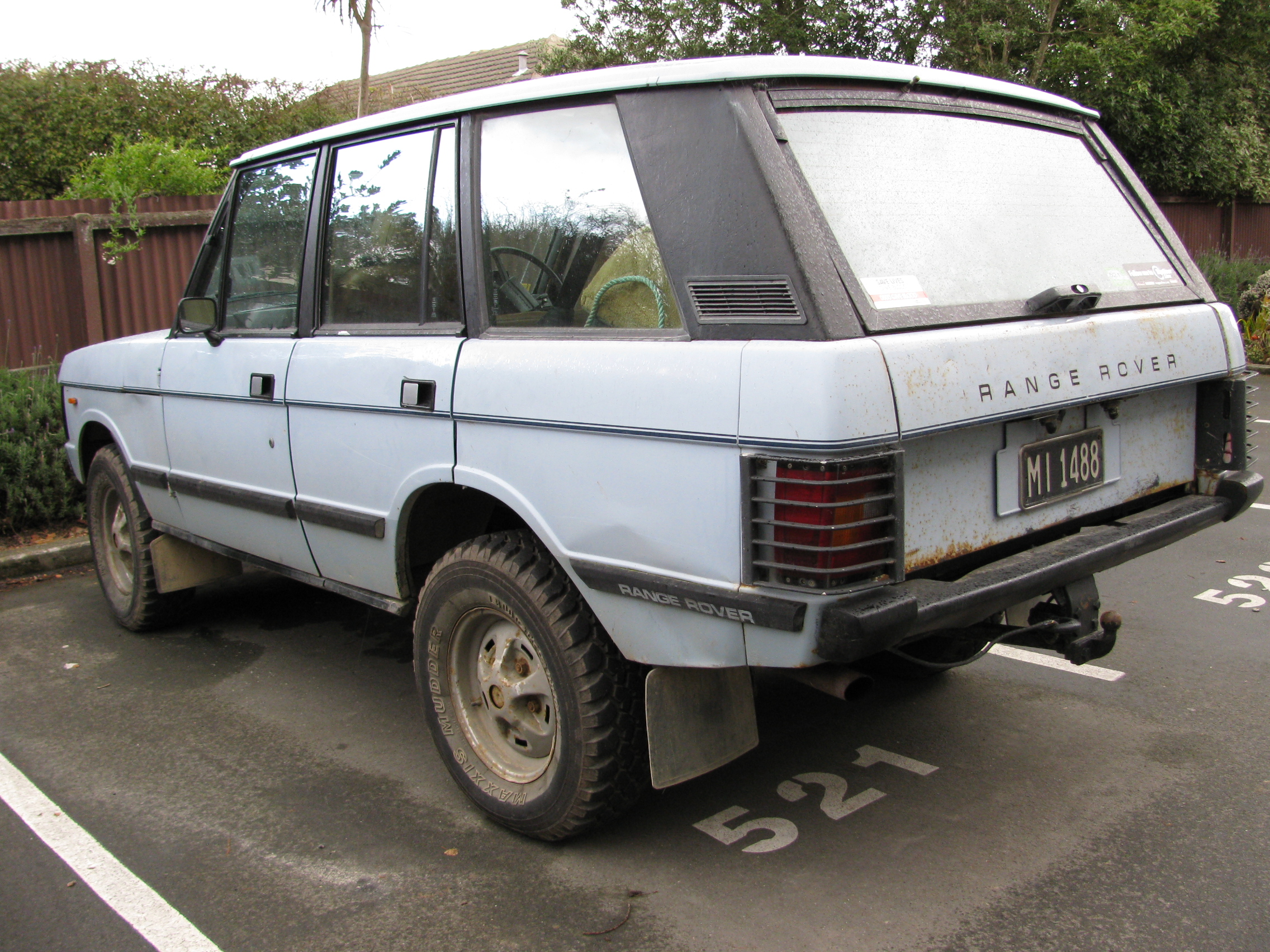
Range Rover I w wersji pięciodrzwiowej

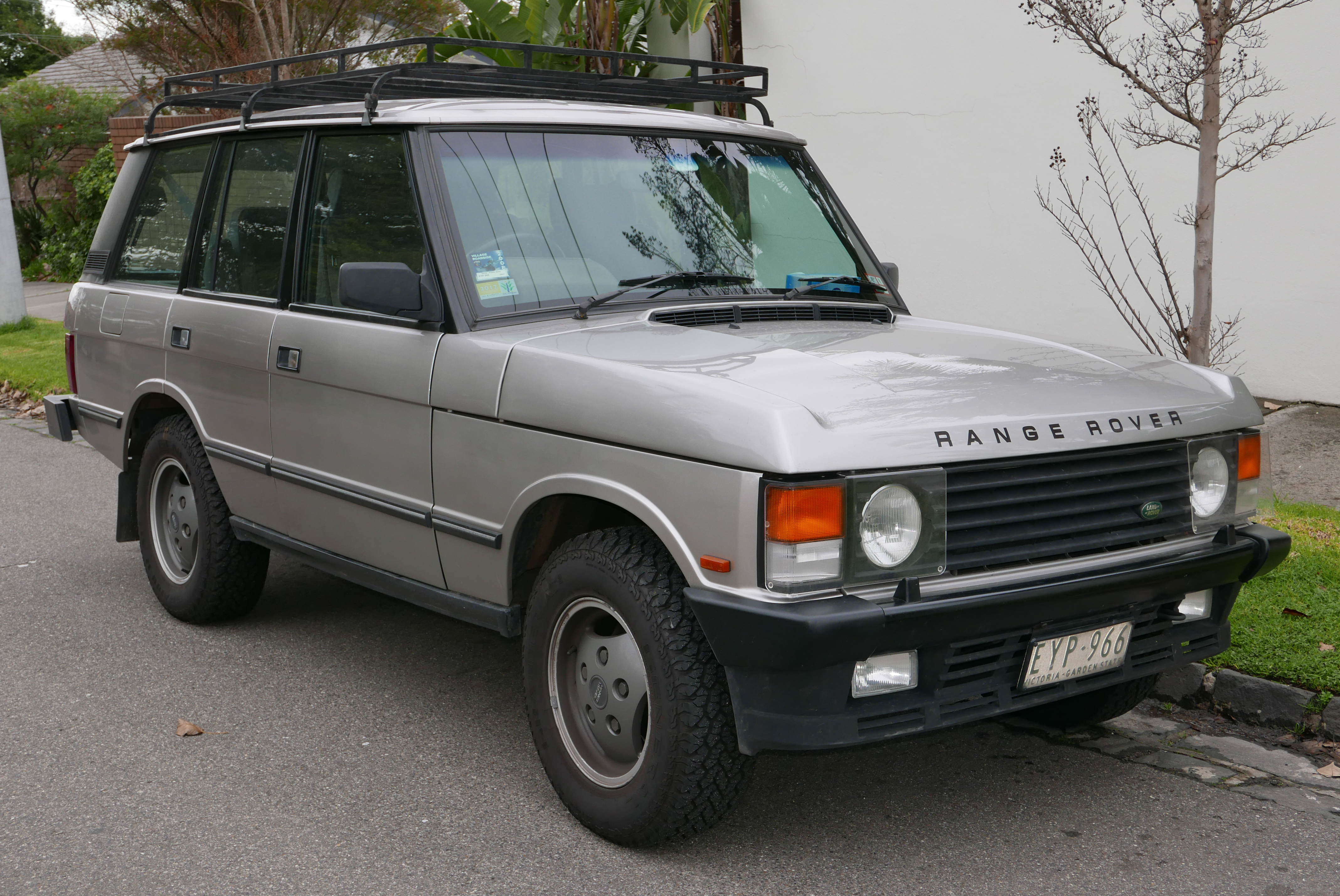
Range Rover I po liftingu

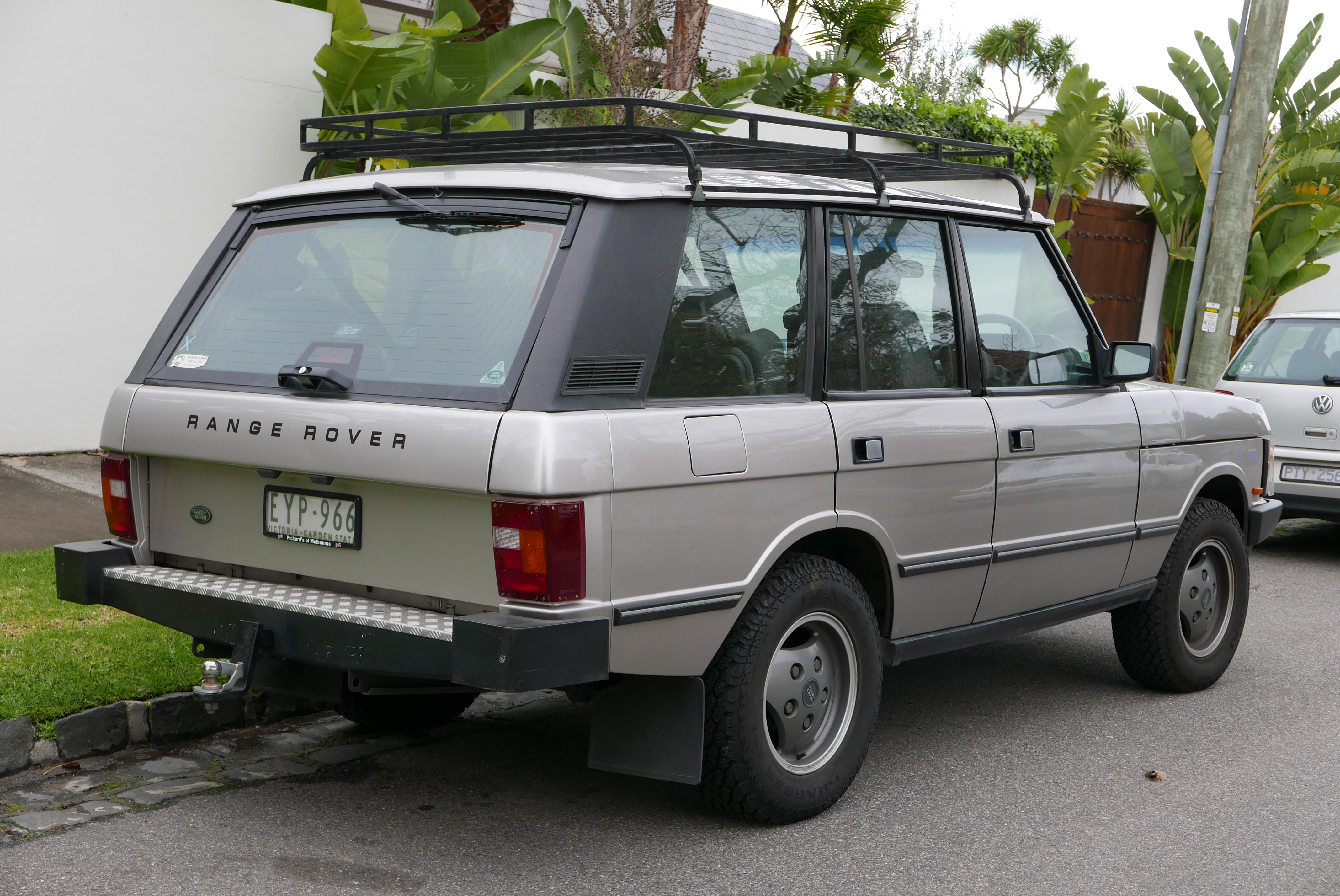
Range Rover I - tył po liftingu

Range Rover I zaprezentowany po raz pierwszy w 1970 roku.
Prace nad pierwszą generacją pojazdu rozpoczęto w 1966 roku, natomiast pomysł pojazdu pojawił się pod koniec lat 40. Nazwę Range Rover wymyślił firmowy stylista, Tony Poole. Rozważano też m.in. Panthera i Leopard. Prototyp modelu nazwano VELAR, co miało oznaczać Vee Eight LAnd Rover, czyli Land Rover z silnikiem V8. Silnik ten, to konstrukcja, którą Rover odkupił od firmy Buick. 
Konstrukcję samochodu oparto na bardzo mocnej ramie, do której montowano trzydrzwiowe nadwozie. Początkowo oferowano skromne wyposażenie a podkreślano walory użytkowe i przydatność w terenie. Aby potwierdzić zdolności do jazdy w terenie, w 1972 roku, dwa Range Rovery wzięły udział w rajdzie przez obie Ameryki. Najtrudniejszym odcinkiem, jak się okazało, był przesmyk Darién, górzysta dżungla, pomiędzy Panamą a Medellín w Kolumbii. Nastąpiły tam awarie skrzyń biegów, które trzeba było wymienić.
Nie licząc limitowanej serii, wypuszczonej przez szwajcarską firmę Monteverdi, model pięciodrzwiowy pojawił się w 1981 roku. W trzy lata później Range Rover przeszedł pierwszy poważny lifting, zarówno nadwozia, jak i wnętrza. Od tej pory wersja trzydrzwiowa stała się modelem podstawowym a pięciodrzwiowa luksusowym. W roku 1986 pojawił się pierwszy silnik Diesla firmy VM, w 1989 roku zastąpiony własną konstrukcją. W tym samym roku pojemność jednostki benzynowej urosła z 3,5 do 3,9 l a w 1993 do 4,2 l. Wraz z pojawieniem się drugiej generacji zakończono produkcję modelu pięciodrzwiowego a model trzydrzwiowy pod nazwą Range Rover Classic schodził z taśm montażowych do lutego 1996 roku.
Pierwszy Range Rover wyprodukowany został pomiędzy 24 listopada a 16 grudnia 1969 roku, a zarejestrowany został 2 stycznia 1970 roku na pół roku przed oficjalną premierą. Pierwszym właścicielem był Michael Furlong, twórca dwóch filmów promujących Range Rovera. Napędzany był 3,5-litrowym silnikiem V8 o mocy 135 KM.

### W kulturze
Range Rover pierwszej generacji jest jedynym pojazdem, który został wystawiony w paryskim Muzeum Luwr jako dzieło sztuki.

## Druga generacja

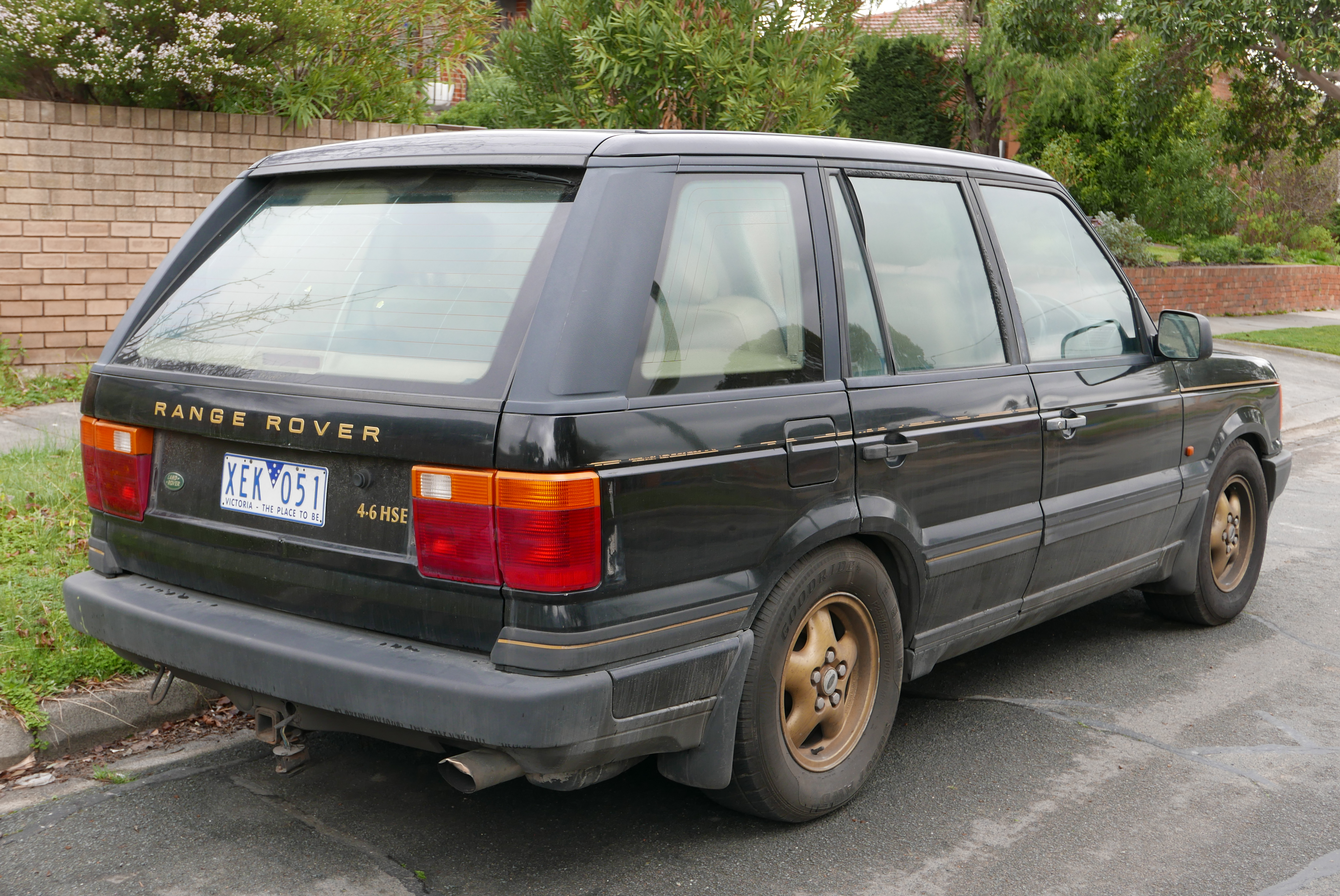
Range Rover II - tył

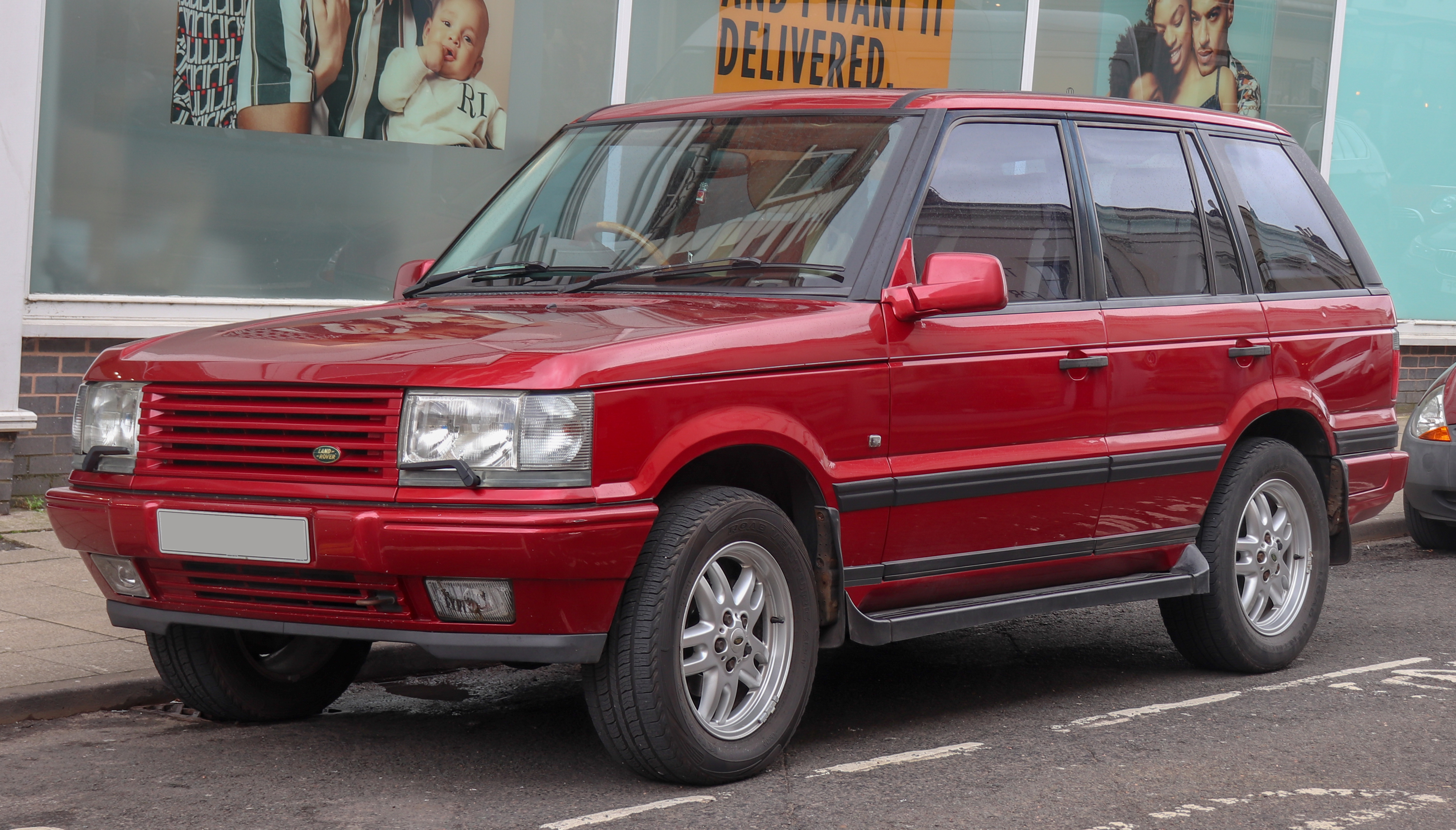
Range Rover II po liftingu

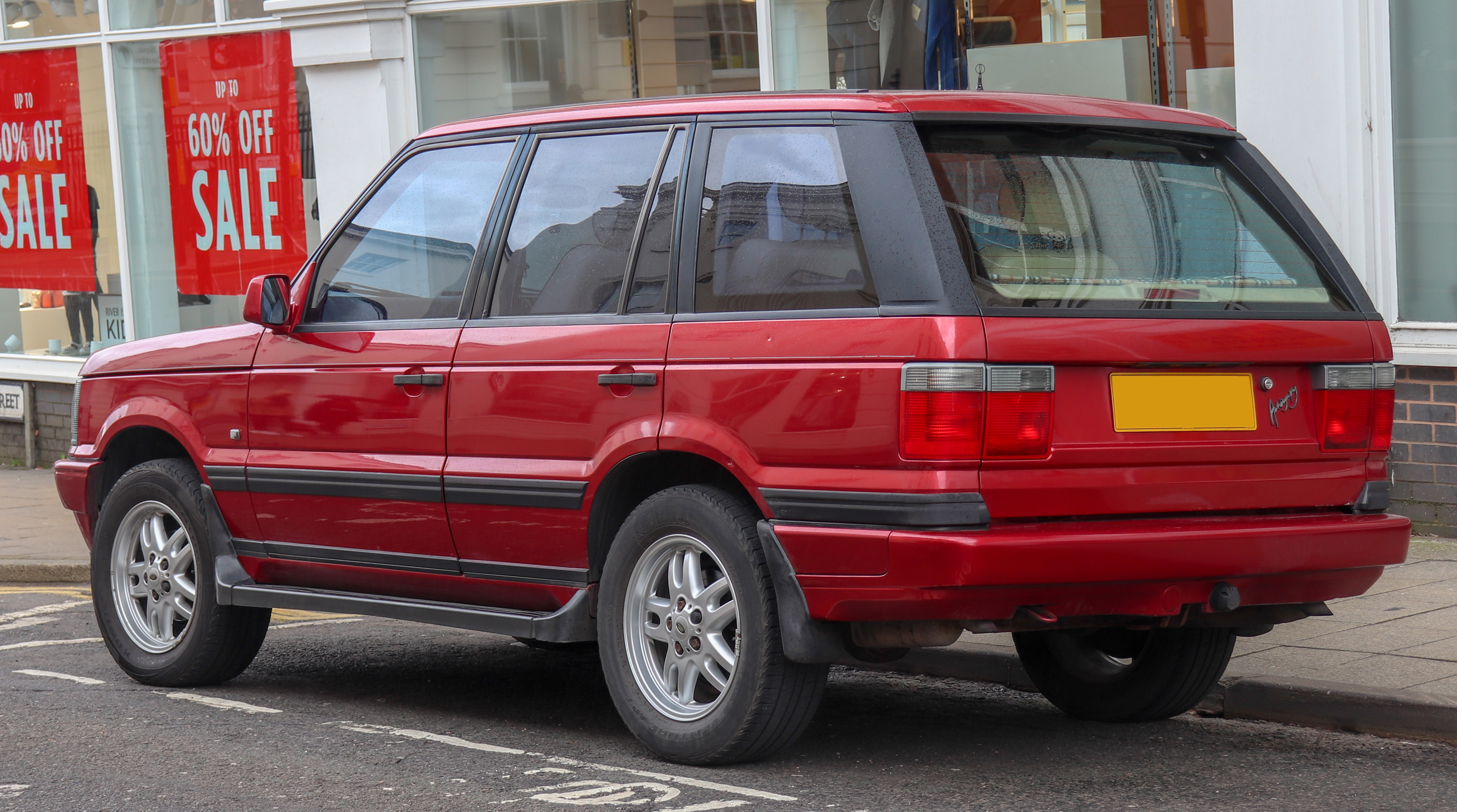
Range Rover II - tył po liftingu

Range Rover II został zaprezentowany po raz pierwszy w 1994 roku.
Druga generacja Range Rovera o oznaczeniu wewnętrznym P38a, pojawiła się we wrześniu 1994 roku a sprzedaż rozpoczęto w kwietniu 1995 roku. Początkowo były to wersje 4.0 SE i 4.6 HSE. Później dołączył także diesel konstrukcji BMW o pojemności 2,5 l. Konstrukcja samochodu, jak u poprzednika oparta na stalowej ramie o profilu zamkniętym, do której montowano pięciodrzwiowe nadwozie. Mimo wyjątkowo luksusowego charakteru, producent zapewniał, że rama jest w stanie znieść ciężką jazdę w terenie. Standardowo montowano elektronicznie sterowane zawieszenie pneumatyczne o nazwie EAS, czyli Electronic Air Suspension.
W porównaniu do poprzednika wszystkie podstawowe wymiary nieznacznie się zwiększyły. Samochód stał się jeszcze bardziej luksusowy, stając się autem typu SUV. Jego sprzedaż zakończono w czerwcu 2002 roku.
W połowie lat 90. Range Rover był własnością BMW, które opracowywało prototyp z jednostką V12 pochodzącą z BMW serii 7. Auto miało podobno odrobinę dłuższy przód, by pomieścić ten silnik.

### Wyposażenie
Standardowe wyposażenie pojazdu obejmuje m.in. elektryczne sterowanie szyb, elektryczne sterowanie lusterek, poduszki powietrzne, klimatyzację. Klient do wyboru miał welurową lub skórzaną tapicerkę, a opcjonalnie wyposażyć mógł pojazd m.in. w zestaw audio firmy Harman Kardon, nawigację satelitarną, monitory w przednich zagłówkach, dwustrefową klimatyzację, telefon, tempomat, podgrzewaną przednią szybę oraz elektrycznie sterowane fotele.

## Trzecia generacja

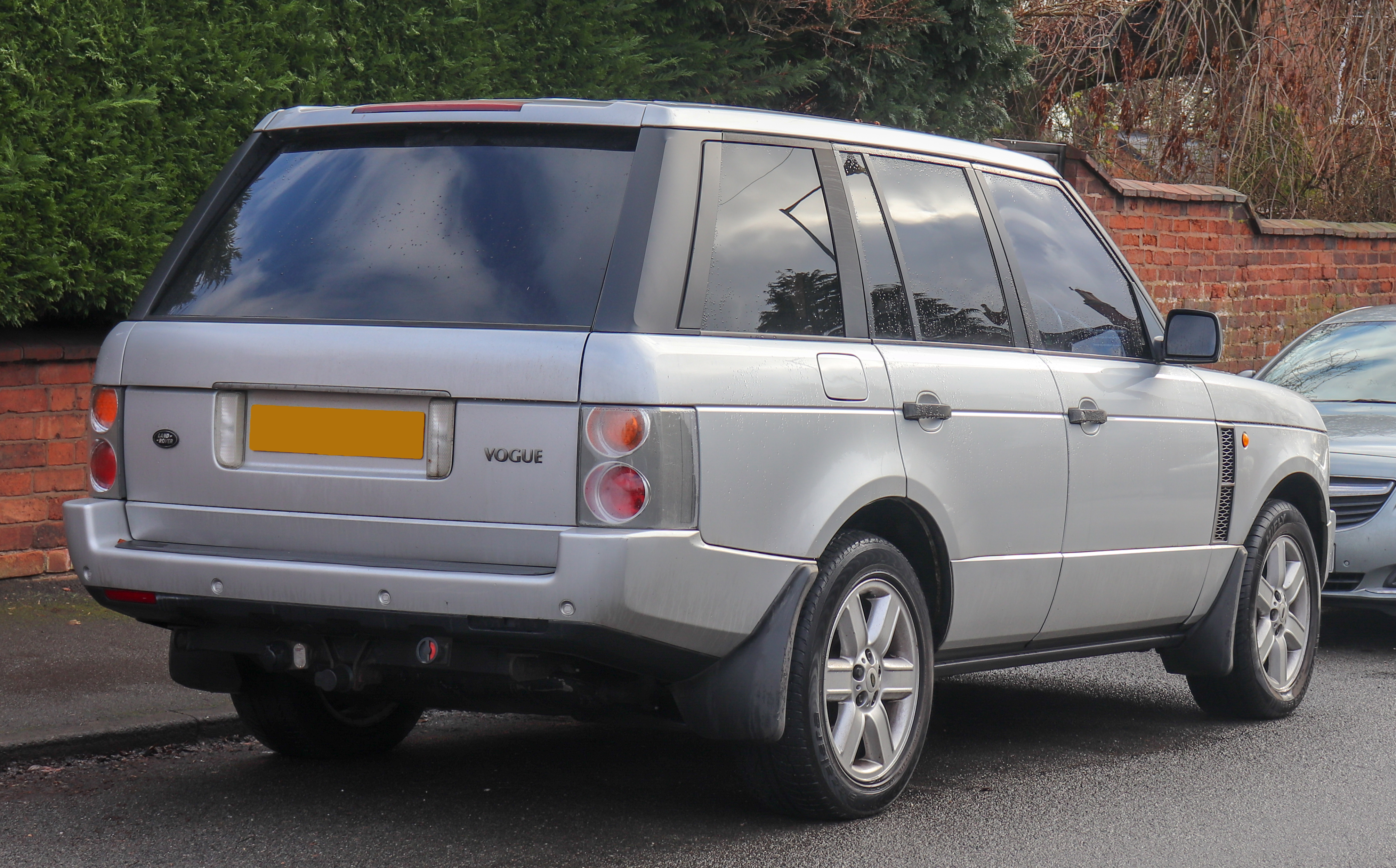
Range Rover III - tył

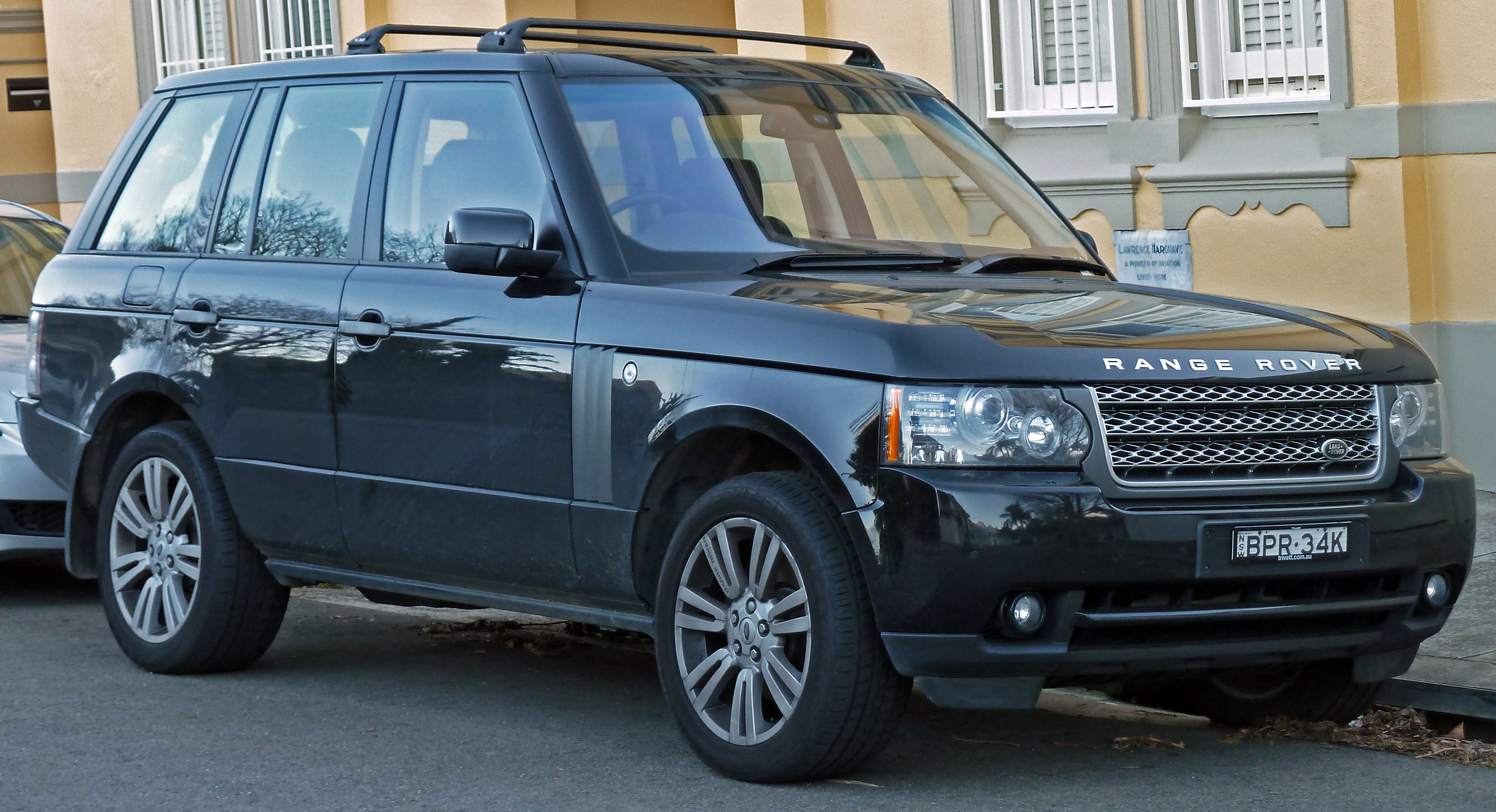
Range Rover III po liftingu

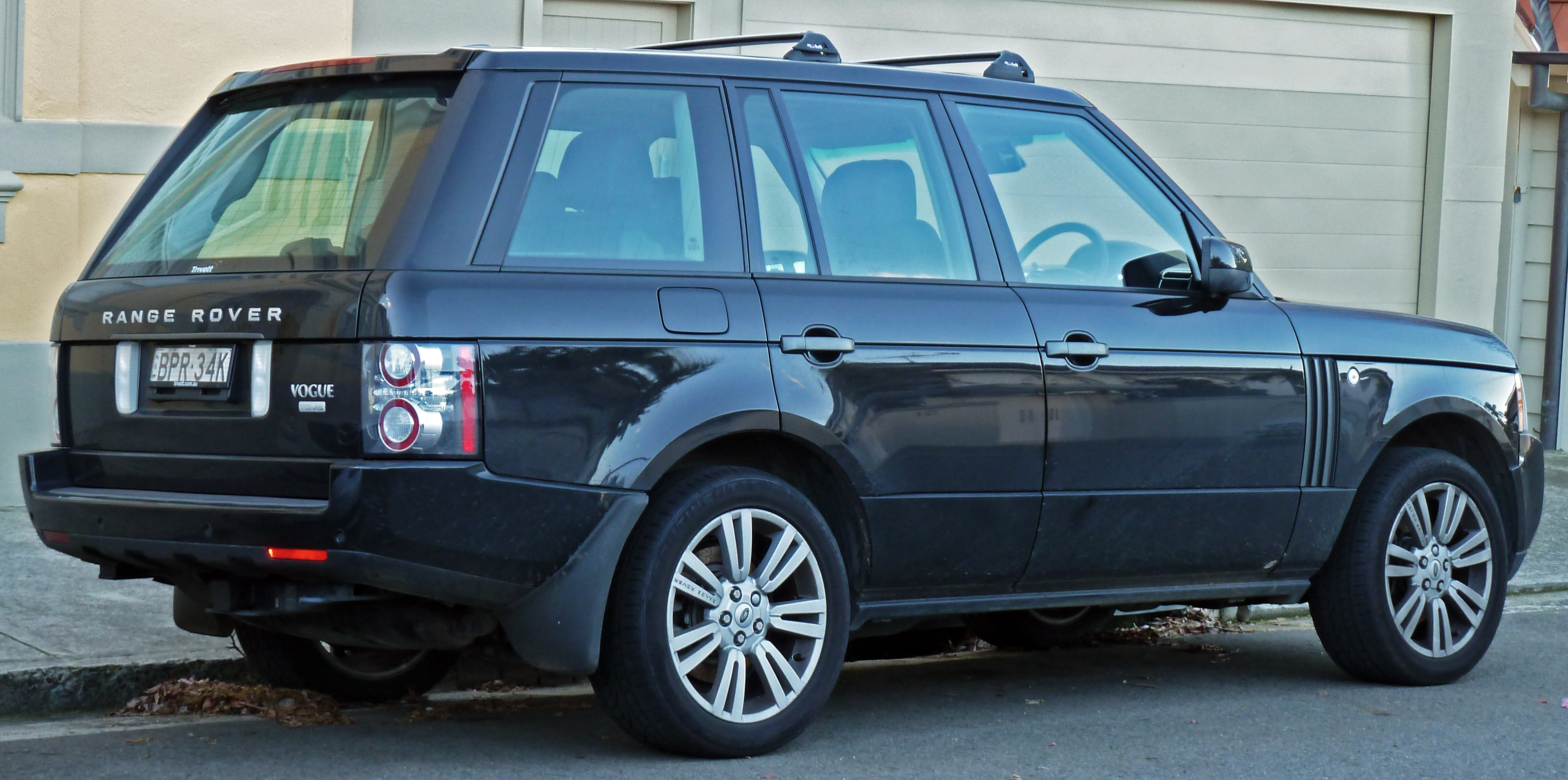
Range Rover III - tył po liftingu

Range Rover III został zaprezentowany po raz pierwszy w 2001 roku.
Na początku napęd stanowiły silniki: benzynowy V8 4.4 (4398 cm³) o mocy 286 KM (210 kW) oraz diesel R6 o pojemności 2,9 l (2926 cm³) i mocy 177 KM (130 kW). Obie jednostki to konstrukcje BMW. Standardowo zastosowano zawieszenie niezależne na wszystkie koła, pneumatyczne, regulowane na wysokość. Konstrukcja po raz pierwszy została oparta na nadwoziu samonośnym (pozbawionym ramy).
W 2005 roku benzynowy silnik V8 BMW zastąpiono również jednostką V8, firmy Jaguar, o niemal identycznej pojemności 4,4 l (4394 cm³) i mocy wynoszącej 306 KM (225 kW). Obok niego ofertę rozszerzono o doładowany silnik V8 (także konstrukcji Jaguara) o pojemności 4,2 l (4197 cm³) i mocy 396 KM (291 kW). Pod koniec 2006 wersja Td6 wyposażona w silnik Diesla BMW została zastąpiona przez model TDV8 wyposażony w nowy ośmiocylindrowy silnik wysokoprężny o pojemności 3,6 l (3630 cm³) i mocy 272 KM (200 kW). 
W 2005 i 2009 roku auto przeszło facelifting. W 2005 roku wyposażenie pojazdu wzbogacono o kamerę cofania, dotykowy ekran, 7-głośnikowy system audio marki Harman Kardon, bezprzewodowy system kamer wideo. W 2007 roku zmianie uległo wnętrze. W 2009 roku zmieniono m.in. przednie reflektory, zderzaki, system kamer, który umożliwia obejrzenie tego, co dzieje się pod pojazdem. Drobne zmiany przeprowadzono także w 2006 i 2011 roku.

### Wersje wyposażeniowe
- HSE
- Vogue
- Vogue SE
- Autobiography
- Autobiography Ultimate Edition

## Czwarta generacja

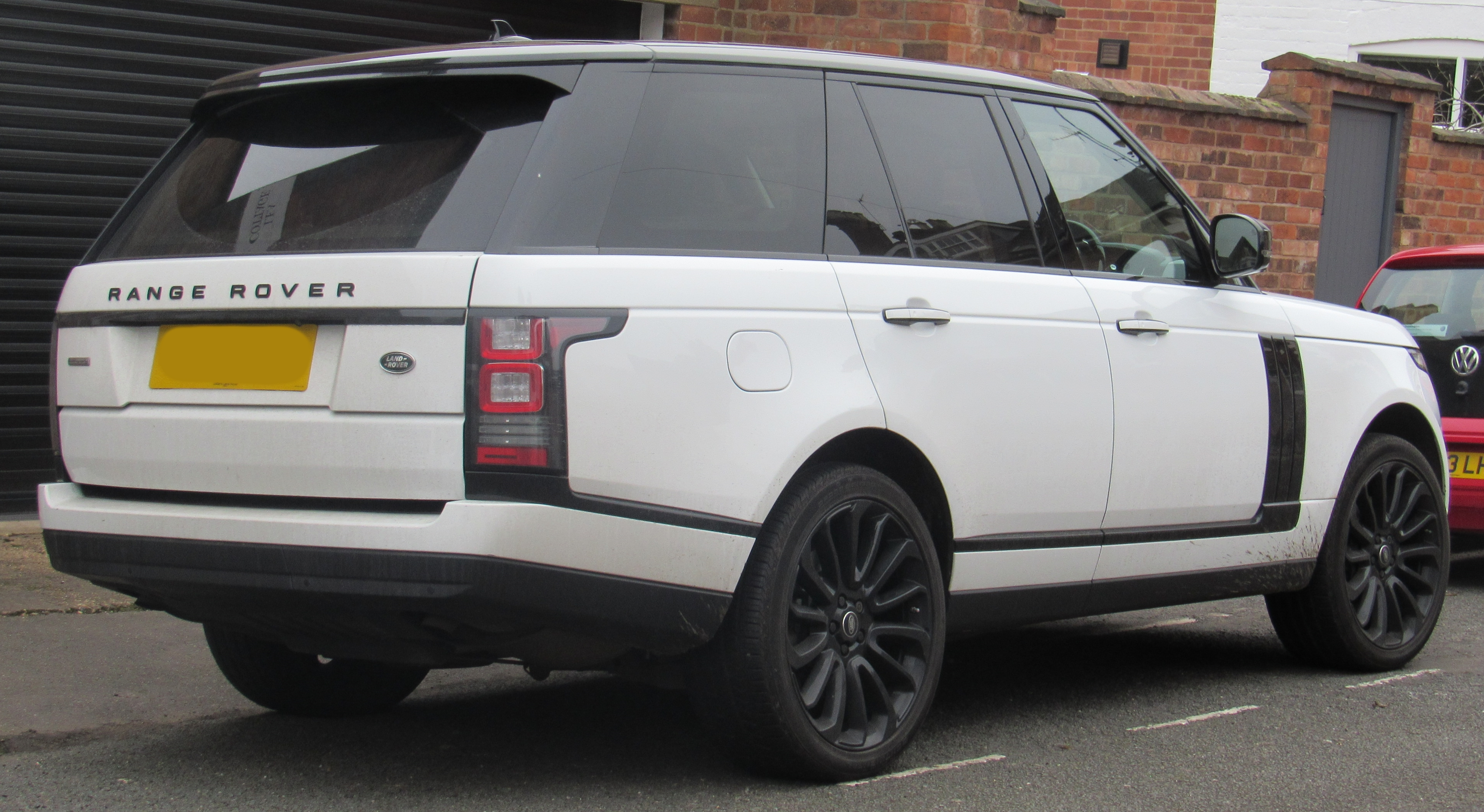
Range Rover IV - tył

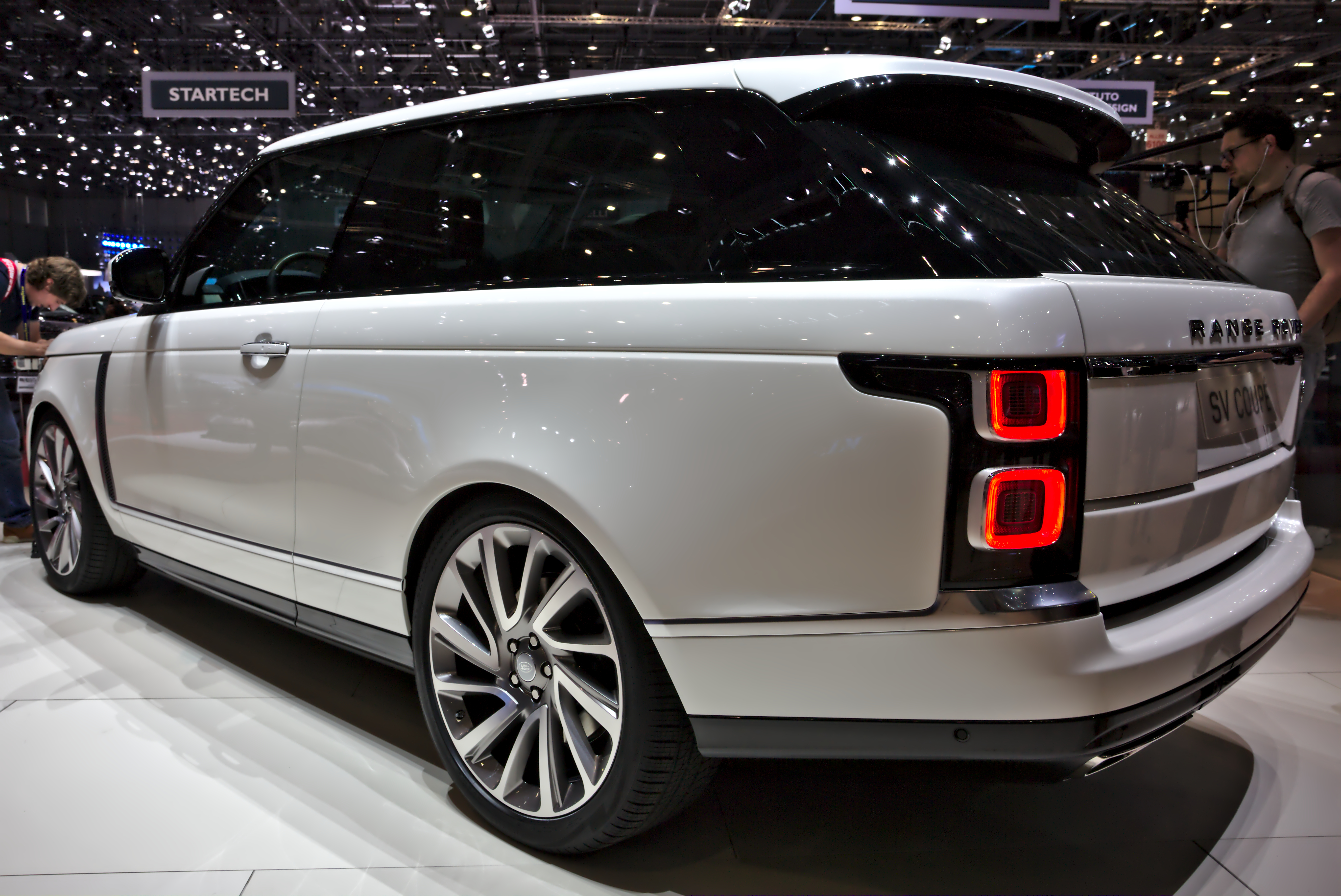
Range Rover IV SV Coupe

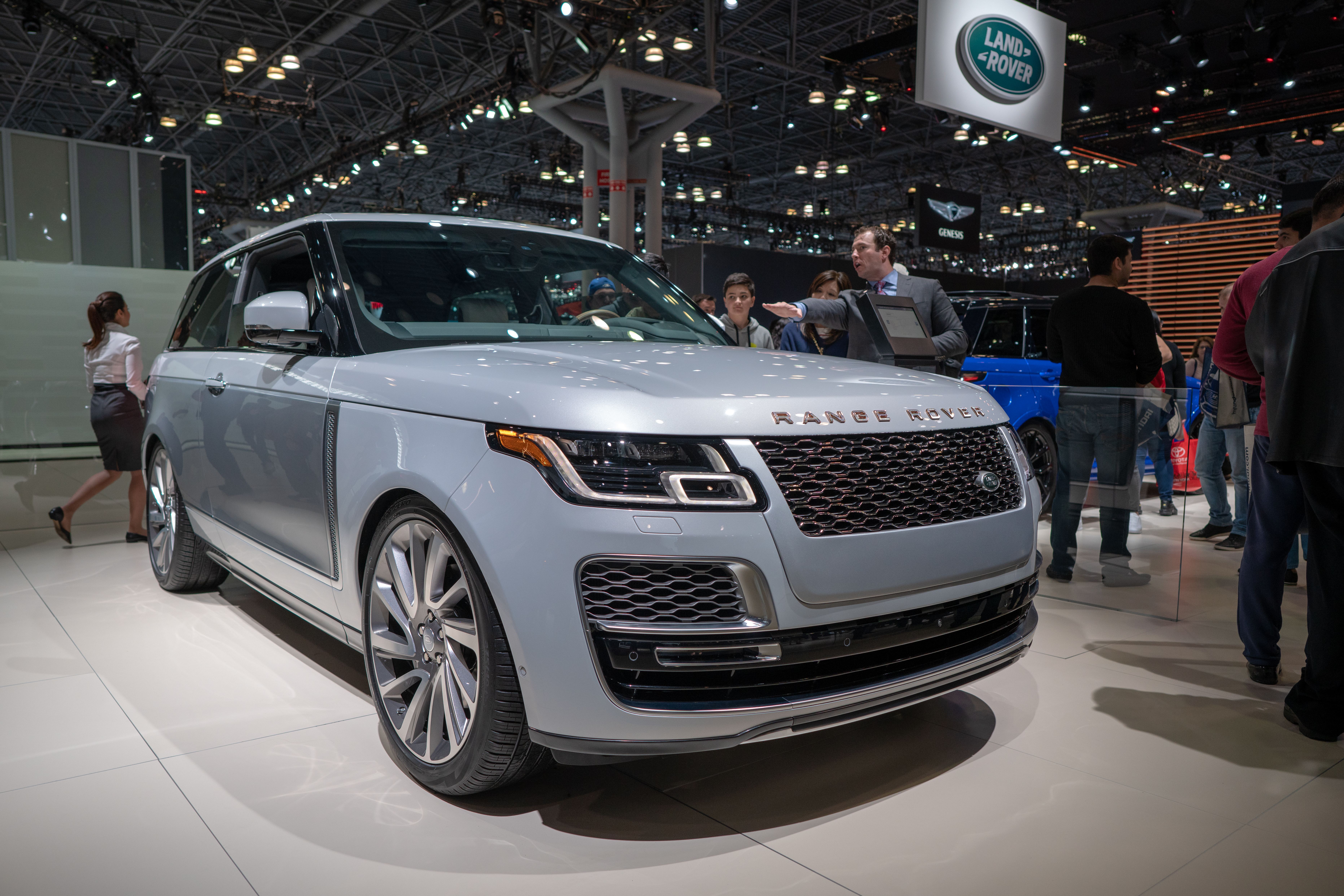
Range Rover IV po liftingu

Range Rover IV został zaprezentowany po raz pierwszy w 2012 roku.
Czwarta generacja Range Rovera została zaprezentowana oficjalnnie podczas targów motoryzacyjnych w Paryżu jesienią 2012 roku. Samochód jest całkowicie nową konstrukcją, chociaż zdecydowano się na zachowanie dotychczasowej palety jednostek napędowych. Auto otrzymało jednak nową stylizację oraz wykonane z aluminium nadwozie, co pozwoliło na obniżenie masy własnej o 420 kg. W 2013 roku zaprezentowano Range Rovera w wersji hybrydowej.
W październiku 2013 roku Land Rover zaprezentował przedłużoną wersję Range Rovera o nazwie LWB. Auto powstało z myślą o konkurowaniu z nową klasą S Mercedesa - oba pojazdy mają np. nadwozie o długości nieznacznie przekraczającej 5,2 m. W tylnej, wydłużonej o 14 cm, części nadwozia zamontowano dwa indywidualne fotele, każdy wyposażony w elektryczne sterowanie i funkcję masażu. Ich pasażerowie mają do dyspozycji m.in. dwustrefową klimatyzację, lodówkę, elektrycznie sterowane stoliczki oraz monitory o przekątnej 10,2 cala.  

### Wersje wyposażeniowe
- HSE
- Vogue
- Hybrid
- Autobiography
- Autobiography Black
- SV Autobiography

### Zestawienie
Zestawienie danych technicznych poszczególnych generacji Range Roverów w podstawowymi silnikami benzynowymi, z początków ich produkcji.
| Model                           | Range Rover I (1970) | Range Rover II (1994) | Range Rover III (2002) | Range Rover Sport (2005) |
| Rodz. silnika (konstr.)         | V8 (Buick-Rover)     | V8 (Buick-Rover)      | V8 (BMW)               | V8 (Jaguar)              |
| Pojemność skokowa               | 3528 cm³             | 3950 cm³              | 4398 cm³               | 4197 cm³                 |
| Moc max. (KM)/ (obr./min)       | 135/4750             | 190/4750              | 286/5400               | 390/5750                 |
| Max. mom. obr. (Nm)/ (obr./min) | 278/3000             | 320/3000              | 440/3600               | 550/3500                 |
| Skrzynia biegów                 | M4                   | M5/A4                 | A5                     | A6                       |
| Przeł. reduktora                | 1,17:1 / 3,32:1      | 1,216:1 / 3,271:1     | 1:1 / 2,93:1           | 1:1 / 2,93:1             |
| Napęd                           | stały 4x4            | stały 4x4             | stały 4x4              | stały 4x4                |
| Masa wł. (kg, M/A)              | 1723                 | 2090/2100             | 2560                   | 2555                     |
| Długość (mm)                    | 4470                 | 4713                  | 4972                   | 4798                     |
| Wysokość (mm)                   | 1800                 | 1817                  | 1905                   | 1812                     |
| Szerokość (mm)                  | 1780                 | 1889                  | 1956                   | 1928                     |
| Rozstaw osi (mm)                | 2540                 | 2745                  | 2880                   | 2745                     |
| Prześwit poprzeczny (mm)        | 190                  | --                    | 225/275                | 172/227                  |
| Kąt wejścia (natarcia)          | 45                   | 24(28)/38             | 29/34                  | 30/34                    |
| kąt zejścia                     | 33                   | 24/32                 | 25/30                  | 20/25                    |

Objaśnienia do tabeli:
- Dwie wartości prześwitu oraz kątów natarcia i zejścia, podane dla skrajnych pozycji ustawienia zawieszenia pneumatycznego.
- Skrzynia biegów:
  - A – automatyczna skrzynia biegów
  - M – manualna skrzynia biegów

## Piąta generacja
Range Rover V został zaprezentowany po raz pierwszy w 2022 roku.